# 3 novembre dans les chemins de fer
3 octobre 3 décembre
Chronologies thématiques
- Croisades
- Sports
- Disney

Cette page concerne les événements qui se sont déroulés un 3 novembre dans les chemins de fer.

## Événements

### XIXesiècle
- 1852. Royaume de Bavière : le roi Maximilien II autorise la construction de la ligne Pfälzische Maximiliansbahn.
- 1873. France : la compagnie des chemins de fer de l'Est et la compagnie des chemins de fer des Vosges signent un traité d'utilisation commune de la gare d'Arches qui se trouve sur la ligne Épinal - Bussang et la ligne Arches - Saint-Dié.
- 1873. France : la Compagnie du Chemin de fer de Paris à Orléans (PO) met en service la ligne Orléans - Gien
- 1879. France : ouverture[1] de la gare de Wattignies - Templemars par la compagnie des chemins de fer du Nord.

### XXesiècle
- 1904. France : la section Valdonne - Fuveau, de la ligne Aubagne - La Barque, au profil quasi-montagneux, est achevée et connectée à la ligne Carnoules - Gardanne[2].
- 1904. France : ouverture de la station Quatre-Septembre de la ligne 3 du métro de Paris.
- 1969. France : fermeture de la ligne Charleval - Serqueux.
- 1969. France : fermeture de la section Mézidon - Dives-Cabourg de la ligne Mézidon - Trouville-Deauville[3].
- 1969. France : fermeture au trafic voyageurs de l'ensemble des lignes du PO-Corrèze.

### XXIesiècle
- 2011. France: Première rame automatique (sans chauffeur) sur la ligne 1 du métro de Paris

## Anniversaires

### Naissances
- x

### Décès
- x